# Péninsule de Barff
 (mars 2023).
Si vous disposez d'ouvrages ou d'articles de référence ou si vous connaissez des sites web de qualité traitant du thème abordé ici, merci de compléter l'article en donnant les références utiles à sa vérifiabilité et en les liant à la section « Notes et références ».
La péninsule de Barff (en anglais : Barff Peninsula, en norvégien : Barffhalvøya) est une péninsule de l'île de Géorgie du Sud. Elle est entourée à l'ouest par la baie de Cumberland et à l'est par l'océan Atlantique. 
La péninsule tient son nom de la pointe la plus au nord : Barff Point. Elle fut vraisemblablement aperçue en premier par l'expédition de James Cook en 1775.

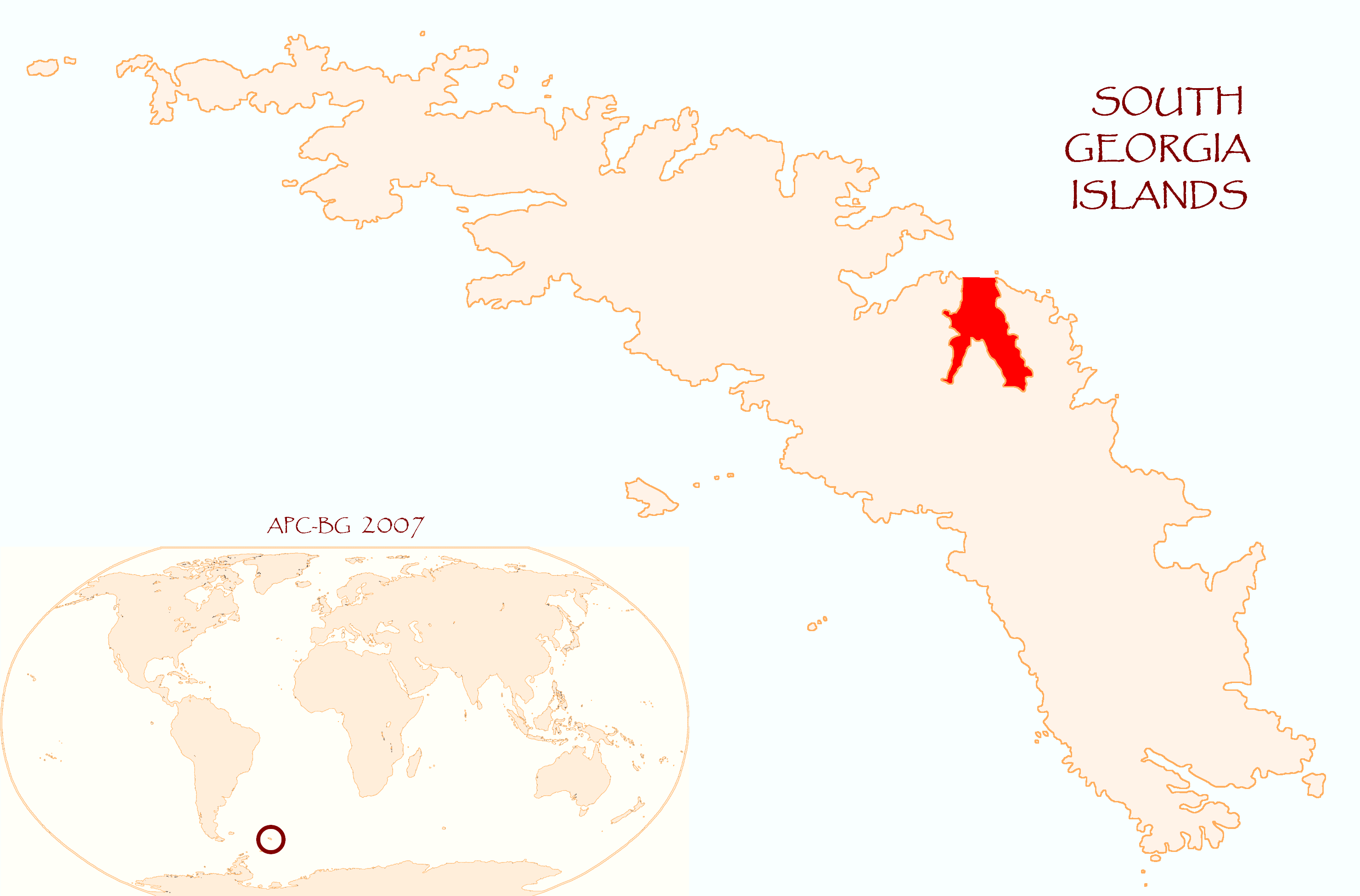
Carte de la Georgie du Sud avec la Baie de Cumberland en rouge ; à droite se trouve la péninsule.